# テレージエンヴィーゼ

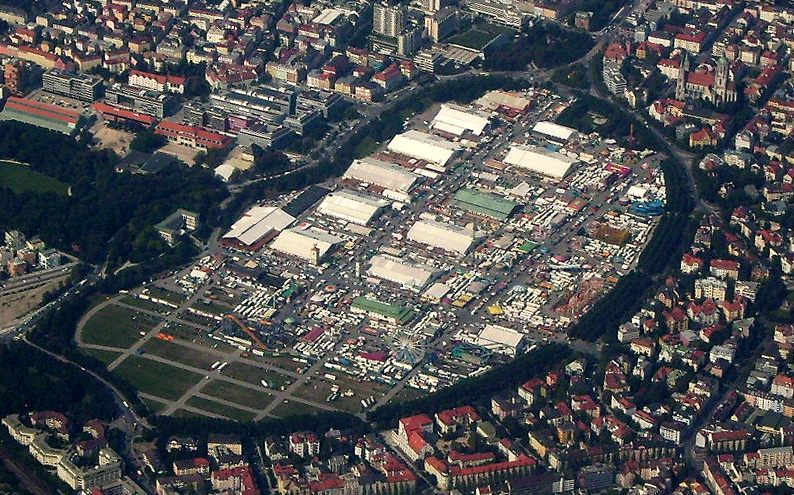
2006年オクトーバーフェスト開会式

テレージエンヴィーゼ（Theresienwiese）は、ミュンヘンの旧市街南西にある公園（空地）。オクトーバーフェストの会場となることで有名。
名は「テレーゼの緑地」という意味で、1810年にバイエルン王国の王太子ルートヴィヒ1世（のち国王）とテレーゼ・フォン・ザクセン＝ヒルトブルクハウゼンとの婚礼がここで行われたことから起こった。オクトーバーフェストもこれを記念して始められた。
オクトーバーフェストなどの行事が行われる時はテントや遊戯施設が立ち並ぶが、それ以外の期間は広大な空地となっている。
常設施設としては、西側にあるバイエルンの偉人たちの記念堂ルーメスハレ（de:Ruhmeshalle (München)）とバイエルンを象徴する女神「バヴァリア」像、および1980年のオクトーバーフェスト爆弾テロの犠牲者のための慰霊碑がある。

## 交通
北側に、ミュンヘン地下鉄（U4、U5）のテレージエンヴィーゼ駅がある。
座標: 北緯48度08分 東経11度33分 / 北緯48.133度 東経11.550度